# ضریب نفوذ اینترنت
ضریب نفوذ اینترنت شاخصی است که نشانگر درصدی از جمعیت یک کشور یا منطقه است که از اینترنت استفاده می‌کنند. روش‌های مختلفی برای محاسبهٔ این شاخص به کار می‌رود که تفاوت آن‌ها در نحوهٔ تعریف «کاربر اینترنت» (به معنای کسی از اینترنت استفاده می‌کند) است. به عنوان نمونه:
- اتحادیه بین‌المللی مخابرات کاربر اینترنت را کسی می‌داند که دست کم دو سال سن دارد و در سی روز گذشته دست کم یکبار برخط بوده‌است؛
- وزارت بازرگانی ایالات متحده آمریکا کاربر اینترنت را کسی می‌داند که دست کم سه سال سن دارد و در حال حاضر  از اینترنت استفاده می‌کند؛
- مرکز اطلاعات شبکه اینترنت چین کاربر اینترنت را فردی چینی تعریف می‌کند که شش سال یا بیشتر سن دارد و در هفتهٔ گذشته دست کم یک ساعت برخط بوده‌است؛
- در گزارش‌های نیلس آنلاین معمولاً دو آمار مستقل ارائه می‌شود: یکی برای کاربران فعال اینترنت که شامل کسانی است که در ماه گذشته دست کم یک بار از اینترنت استفاده کرده‌اند، و دیگری آماری شامل تمام کسانی که تا به حال از اینترنت استفاده کرده‌اند:
- در ایران کاربر اینترنت کسی دانسته می‌شود که در یک سال گذشته دست کم یک بار به اینترنت وصل شده و از آن استفاده کرده باشد[۲] و برای محاسبهٔ تعداد کاربران، سازمان فناوری اطلاعات از دو فرمول مختلف استفاده می‌کند که در یکی از آن‌ها اشتراک‌های تکراری فقط یک بار شمرده شده و در دیگری تمام اشتراک‌ها وارد محاسبه می‌شوند.[۳]

## واژه‌نامه
1. ↑  Internet penetration rate